# Emeks ciernisty
Emeks ciernisty (Rumex spinosus L.) – gatunek rośliny z rodziny rdestowatych (Polygonaceae), tradycyjnie zaliczany do rodzaju Emex (stąd polska nazwa zwyczajowa). Występuje naturalnie w południowej Europie, północnej Afryce i południowo-zachodniej Azji, ale rozprzestrzeniony został na inne kontynenty w strefach od umiarkowanej ciepłej do tropikalnej. 

## Rozmieszczenie geograficzne
Występuje naturalnie w południowej Europie (w Portugalii, Hiszpanii, Włoszech (na Sardynii, Sycylii, w Kalabrii i Apulii) oraz Grecji), północnej Afryce (na południu po Mali, Etiopię i Somalię) oraz południowo-zachodniej Azji (na wschodzie po Iran). Introdukowany został do różnych krajów w strefach od umiarkowanej ciepłej do tropikalnej. W Stanach Zjednoczonych jest spotykany w Teksasie, Kalifornii oraz na Hawajach. W Ameryce Południowej rośnie w Ekwadorze, Peru, Argentynie, Chile i Brazylii. Występuje także w południowej Azji i w Australii. 

## Morfologia

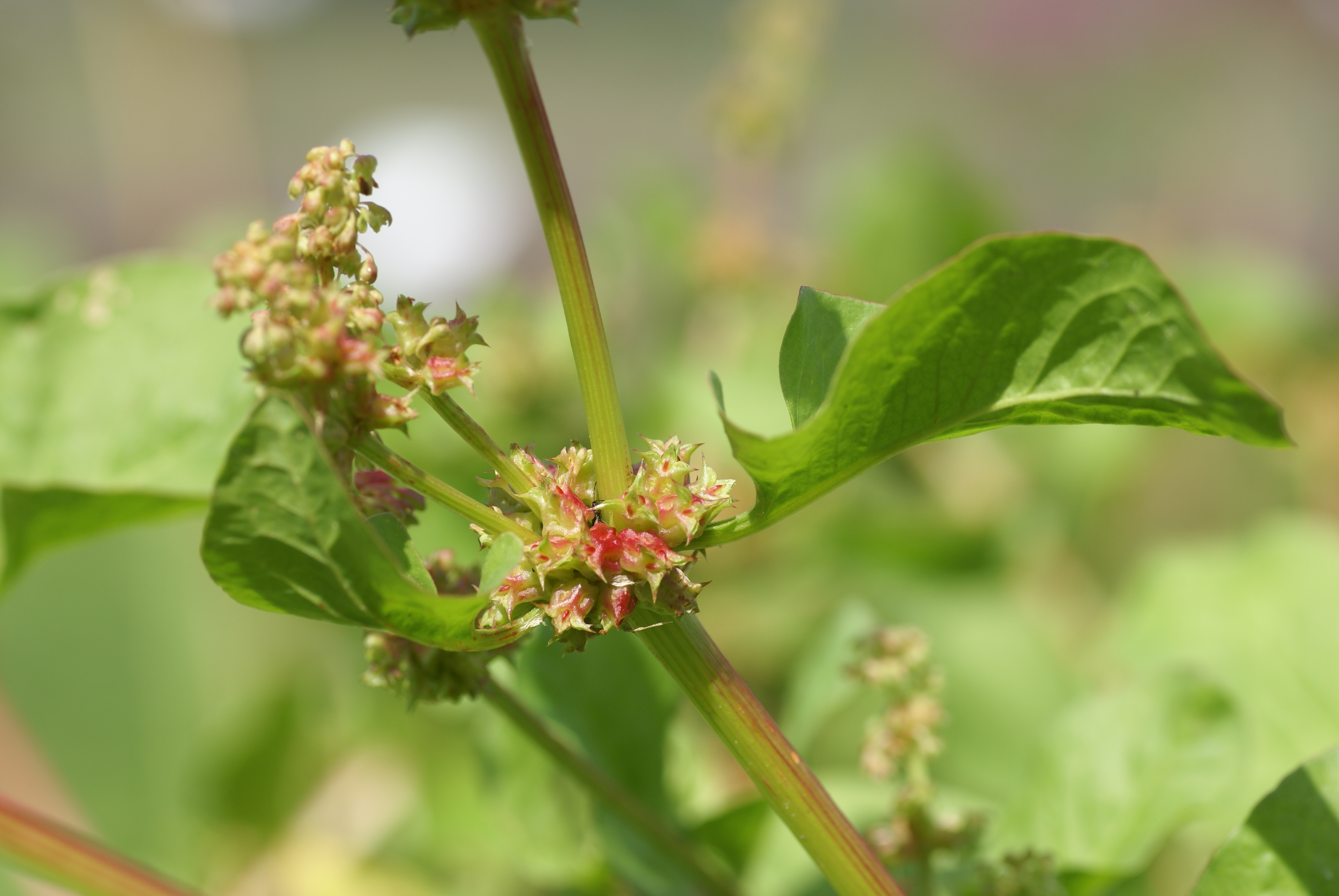
Owoce

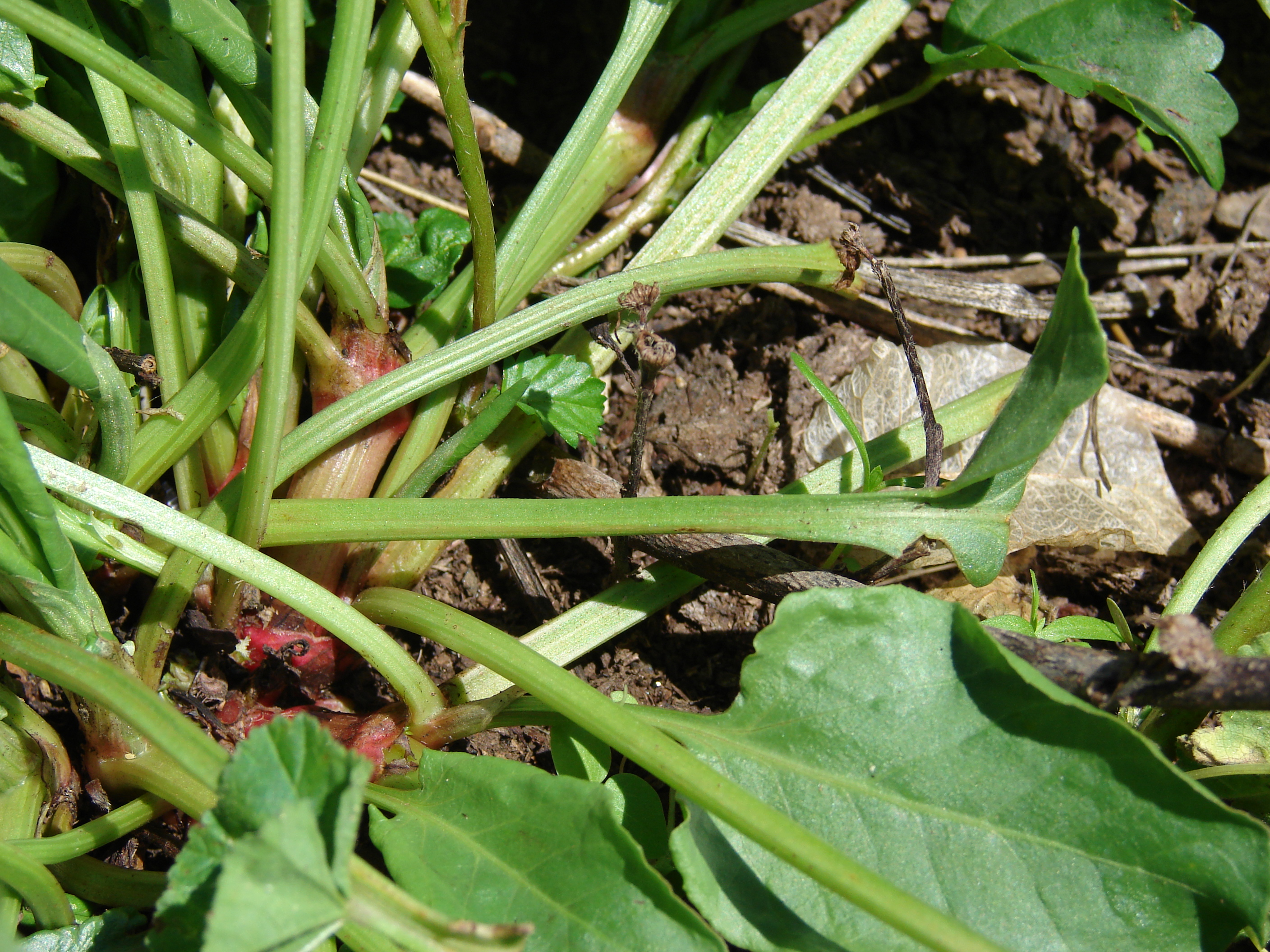
Ogonki liściowe

PokrójRoślina jednoroczna dorastająca do 30–60 cm wysokości. Ma wyprostowany pokrój.
LiścieBlaszka liściowa ma trójkątny lub owalny kształt, o nasadzie od niemal uciętej do klinowej i wierzchołku od tępego do ostrego. Mierzy 3–13 cm długości oraz 1–12 cm szerokości. Ogonek liściowy jest nagi i osiąga 2–29 cm długości. Gatka jest naga.
KwiatyJednopłciowe, zebrane w kłosy, rozwijają się w kątach pędów lub na ich szczytach. Listki okwiatu mają kształt od owalnego do podłużnego i mierzą do 2–6 mm długości.
OwoceTrójboczne niełupki osiągające 4–5 mm długości.

## Biologia i ekologia
Jest rośliną jednopienną. Rośnie na murawach, w zaroślach oraz na terenach skalistych i piaszczystych. Występuje na wysokości do 500 m n.p.m. Kwitnie od stycznia do maja. Występuje od 9 do 10 strefy mrozoodporności.